# Get It on the Floor
Get It on the Floor to singel amerykańskiego rapera, DMX-a, wydany 30 września 2003 roku. Promuje album "Grand Champ". Składa się z dwóch płyt. Pierwsza zawiera różne wersje Get It on the Floor, a druga We Bout to Blow.
Podkład Get It on the Floor został skomponowany przez Swizz Beatza. Producent ten występuje również w refrenie piosenki. Do tego utworu powstał klip. Możemy na nim zobaczyć wielu członków grup Ruff Ryders (m.in. Drag-Ona i Jina) i Bloodline (m.in. Bazaar Royale) oraz wiele tancerek.
Podkład We Bout to Blow skomponował Dame Grease. W utworze gościnnie wystąpił członek grupy Bloodline, Big Stan.
Dokładnie po trzech miesiącach singel został wydany w Wielkiej Brytanii, również jako dwie płyty. Pierwsza zawiera trzy piosenki, druga zawiera dwa klipy.

## Lista utworów

### Wydany w US
CD 1
1. "Get It on the Floor" (Radio)
2. "Get It on the Floor" (Album)
3. "Get It on the Floor" (Instrumental)

CD 2
1. "We Bout to Blow" (Radio)
2. "We Bout to Blow" (Album)
3. "We Bout to Blow" (Instrumental)

### Wydany w UK
CD 1
1. "Get It on the Floor" (Album)
2. "Stop Being Greedy" (Album)
3. "We Right Here" (Album)

CD 2
1. "Get It on the Floor" (Klip)
2. "We Right Here" (Klip)

Tekst piosenki